# Live at the BBC (Status-Quo-Album)
In der Live-Kompilations-Reihe Live at the BBC erschien im Oktober 2010 auch eine Box der britischen Band Status Quo. In der umfassendsten Ausstattung besteht die Kompilation aus sieben CDs und einer DVD mit bisher unveröffentlichten Songs und Raritäten.

## Entstehung
Die Zusammenstellung erfolgte aus Archivmaterial der britischen Rundfunkanstalt BBC. Bereits von Vorgängerprojekten der Band wie „The Spectres“ und „Traffic Jam“ erfolgten Live-Aufnahmen, die Eingang in Live at the BBC fanden. Dabei wurde „das letzte große Paket“ an unveröffentlichtem Status-Quo-Material aufbereitet und der Öffentlichkeit zugänglich gemacht. Da verschiedene Aufnahmen im Archiv nicht mehr auffindbar waren, wurden auch Fans der Band gebeten, deren Mitschnitte der betreffenden Sendungen zur Verfügung zu stellen.

## Inhalt
Enthalten sind zum einen Live-Mitschnitte von Konzerten, unter anderem das häufig als Bootleg zu findende Konzert im Paris Theatre von 1973 sowie Auftritte in Wembley, Birmingham and Brighton, zum anderen Live-Sessions im Studio der BBC und im Gespräch mit den Moderatoren und Gastgebern David Symonds, Dave Lee Travis, Steve Wright oder Ken Bruce. Stilistisch umfasst die Kompilation die frühe psychedelische Phase der Band über die Rockstampfern der 1970er Jahre bis hin zu den erfolgreichen Hits der Band wie Rockin’ All over the World, You’re in the Army Now und Caroline.

## Stimmen
Die Bandmitglieder freuten sich über die Herausgabe des Materials und meinen, die Geschichte und Entwicklung der Band werde hervorragend nachgezeichnet.

## Trackliste

### CD 1
1. Gloria (als The Spectres im Saturday Club am 10. September 1966) – 2:42 – (Van Morrison)
2. I (Who Have Nothing) (als The Spectres im Saturday Club am 10. September 1966) – 3:03 – (Donida/Mogol/Stoller/Leiber)
3. Neighbour Neighbour (als The Spectres im Saturday Club am 10. September 1966) – 2:37 – (Valier)
4. Bloodhound (als The Spectres im Saturday Club am 10. September 1966) – 2:01 – (Bright)
5. Bird Dog (als The Spectres im Saturday Club am 10. September 1966) – 2:22 – (F. Bryant/B. Bryant)
6. I Don’t Want You (als The Traffic Jam im Saturday Club am 24. Juni 1967) – 2:25 – (Potter/Dello)
7. Almost but Not Quite There (als The Traffic Jam im Saturday Club am 24. Juni 1967) – 2:39 – (Francis Rossi/Barlow)
8. Spicks and Specks (als The Traffic Jam im Saturday Club am 24. Juni 1967) – 2:46 – (Barry Gibb)
9. It Takes Two (als The Traffic Jam im Saturday Club am 24. Juni 1967) – 2:53 – (Stevenson/Moy)
10. Spicks and Specks (David Symonds Show im April 1968) – 2:48 – (Gibb)
11. Judy in Disguise (David Symonds Show im April 1968) – 2:45 – (Bernard/Gourrier)
12. Pictures of Matchstick Men (David Symonds Show im April 1968) – 3:05 – (Rossi)
13. Things Get Better (Saturday Club am 17. Februar 1968) – 2:08 – (Cropper/Floyd/Jackson)
14. Pictures of Matchstick Men (Saturday Club am 17. Februar 1968) – 3:07 – (Rossi)
15. Gloria (David Symonds Show im April 1968) – 2:44 – (Morrison)
16. Bloodhound (David Symonds Show im April 1968) – 2:01 – (Bright)
17. Black Veils of Melancholy (David Symonds Show im April 1968) – 3:14 – (Rossi)
18. Ice in the Sun (Saturday Club am 30. Juli 1968) – 2:14 – (Scott/Wilde)
19. Paradise Flats (Saturday Club am 30. Juli 1968) – 2:47 – (Status Quo)
20. When My Mind Is Not Life (Saturday Club am 30. Juli 1968) – 2:29 – (Rick Parfitt/Rossi)
21. Make Me Stay a Bit Longer (Symonds am Sonntag, den 27. Januar 1969) – 2:48 – (Rossi/Parfitt)
22. Are You Growing Tired of My Love? (Symonds am Sonntag, den 27. Januar 1969) – 3:00 – (King)
23. The Price of Love (Symonds am Sonntag, den 27. Januar 1969) – 3:28 – (D. Everly/P. Everly)
24. The Price of Love (Symonds am Sonntag, den 31. März 1969) – 2:58 – (D. Everly/P. Everly)
25. Juniors Wailing (Dave Lee Travis am 6. April 1970) – 3:18 – (Pough/White)
26. Spinning Wheel Blues (Dave Lee Travis am 6. April 1970) – 3:02 – (Rossi/Young)
27. Down the Dustpipe (Dave Lee Travis am 6. April 1970) – 1:55 – (Rossi/Young)
28. In My Chair (Dave Lee Travis am 6. April 1970) – 2:50 – (Young/Rossi)

### CD 2
1. Need Your Love (Dave Lee Travis am 15. Juni 1970) – 3:54 – (Rossi/Young)
2. Mean Girl (Sounds of the Seventies am 7. Februar 1972) – 3:11 – (Young/Rossi)
3. Railroad (Sounds of the Seventies am 7. Februar 1972) – 5:37 – (Young/Rossi)
4. Don’t Waste My Time (Sounds of the Seventies am 20. November 1972) – 4:21 – (Rossi/Young)
5. Oh Baby (Sounds of the Seventies am 20. November 1972) – 4:24 – (Parfitt/Rossi)
6. Unspoken Words (Sounds of the Seventies am 20. November 1972) – 5:03 – (Young/Rossi)
7. Paper Plane (Sounds of the Seventies am 20. November 1972) – 2:59 – (Rossi/Young)
8. Softer Ride (Sounds of the Seventies am 20. November 1972) – 4:03 – (Parfitt/Lancaster)
9. Paper Plane (John Peel Session am 8. Januar 1973) – 2:57 – (Rossi/Young)
10. Softer Ride (John Peel Session am 8. Januar 1973) – 4:02 – (Parfitt/Rossi)
11. Don’t Waste My Time (John Peel Session am 8. Januar 1973) – 4:19 – (Young/Rossi)
12. In My Chair (Steve Wright am 30. November 1989) – 1:54 – (Rossi/Young/Miller)
13. Caroline (Steve Wright am 30. November 1989) – 1:05 – (Rossi/Young)
14. From a Jack to a King (Steve Wright am 30. November 1989) – 00:58 – (Miller)
15. Down the Dustpipe (Steve Wright am 30. November 1989) – 0:46 – (Rossi/Young)
16. Railroad (Steve Wright am 30. November 1989) – 1:56 – (Young/Rossi)
17. Caroline (Ken Bruce am 9. September 2005) – 4:51 – (Rossi/Young)
18. The Party Ain’t Over Yet (Ken Bruce am 9. September 2005) – 3:57 – (David)
19. Whatever You Want (Ken Bruce am 9. September 2005) – 4:57 – (Parfitt/Andy Bown)
20. Belavista Man (Ken Bruce am 9. September 2005) – 4:28 – (Parfitt/John „Rhino“ Edwards)
21. Rockin’ All over the World (Ken Bruce am 9. September 2005) – 3:59 – (John Fogerty)

### CD 3
1. Junior’s Wailing (BBC in Concert, Paris Theatre am 1. März 1973) – 3:36 – (Pough/White)
2. Someone’s Learning (BBC in Concert, Paris Theatre am 1. März 1973) – 8:09 – (Lancaster)
3. In My Chair (BBC in Concert, Paris Theatre am 1. März 1973) – 3:41 – (Young/Rossi)
4. Railroad (BBC in Concert, Paris Theatre am 1. März 1973) – 6:15 – (Young/Rossi)
5. Don’t Waste My Time (BBC in Concert, Paris Theatre am 1. März 1973) – 4:29 – (Young/Rossi)
6. Paper Plane (BBC in Concert, Paris Theatre am 1. März 1973) – 3:37 – (Rossi/Young)
7. Roadhouse Blues (BBC in Concert, Paris Theatre am 1. März 1973) – 15:46 – (Ray Manzarek/John Densmore/Jim Morrison/Robby Krieger)
8. By Bye Johnny (BBC in Concert, Paris Theatre am 1. März 1973) – 5:12 – (Chuck Berry)
9. Caroline (BBC in Concert, NEC Birmingham am 14. Mai 1982) – 5:00 – (Rossi/Young)
10. Roll Over Lay Down (BBC in Concert, NEC Birmingham am 14. Mai 1982) – 5:32 – (Parfitt/Lancaster/John Coghlan/Rossi/Young)
11. Backwater (BBC in Concert, NEC Birmingham am 14. Mai 1982) – 4:36 – (Parfitt/Lancaster)
12. Little Lady (BBC in Concert, NEC Birmingham am 14. Mai 1982) – 3:13 – (Parfitt)
13. Don’t Drive My Car (BBC in Concert, NEC Birmingham am 14. Mai 1982) – 4:16 – (Bown/Parfitt)

### CD 4
1. Whatever You Want (BBC in Concert, NEC Birmingham am 14. Mai 1982) – 4:19 – (Parfitt/Bown)
2. Hold You Back (BBC in Concert, NEC Birmingham am 14. Mai 1982) – 4:27 – (Parfitt/Rossi/Young)
3. Rockin’ All over the World (BBC in Concert, NEC Birmingham am 14. Mai 1982) – 3:29 – (Fogerty)
4. Over the Edge (BBC in Concert, NEC Birmingham am 14. Mai 1982) – 4:04 – (Lancaster/Lamb)
5. Don’t Waste My Time (BBC in Concert, NEC Birmingham am 14. Mai 1982) – 4:08 – (Young/Rossi)
6. Dirty Water (BBC in Concert, NEC Birmingham am 14. Mai 1982) – 3:50 – (Rossi/Young)
7. Forty Five Hundred Times (BBC in Concert, NEC Birmingham am 14. Mai 1982) – 21:34 – (Parfitt/Rossi)
8. Big Fat Mama (BBC in Concert, NEC Birmingham am 14. Mai 1982) – 6:46 – (Parfitt/Rossi)
9. Roadhouse Blues (BBC in Concert, NEC Birmingham am 14. Mai 1982) – 8:49 – (Manzarek/Densmore/Morrison/Krieger)
10. Rain (BBC in Concert, NEC Birmingham am 14. Mai 1982) – 4:23 – (Parfitt)
11. Down Down (BBC in Concert, NEC Birmingham am 14. Mai 1982) – 6:07 – (Rossi/Young)
12. Bye Bye Johnny (BBC in Concert, NEC Birmingham am 14. Mai 1982) – 6:53 – (Berry)

### CD 5
1. Whatever You Want (BBC in Concert, Wembley Arena am 7. Juli 1988) – 4:58 – (Parfitt/Bown)
2. Little Lady (BBC in Concert, Wembley Arena am 7. Juli 1988) – 3:05 – (Parfitt)
3. Roll Over Lay Down (BBC in Concert, Wembley Arena am 7. Juli 1988) – 5:16 – (Parfitt/Lancaster/Coghlan/Rossi/Young)
4. Cream of the Crop (BBC in Concert, Wembley Arena am 7. Juli 1988) – 4:03 – (Frost/Rossi)
5. Who Gets the Love? (BBC in Concert, Wembley Arena am 7. Juli 1988) – 4:26 – (Williams/Godison)
6. Hold You Back (BBC in Concert, Wembley Arena am 7. Juli 1988) – 4:30 – (Parfitt/Rossi/Young)
7. Don’t Drive My Car (BBC in Concert, Wembley Arena am 7. Juli 1988) – 4:10 – (Bown/Parfitt)
8. Dirty Water (BBC in Concert, Wembley Arena am 7. Juli 1988) – 3:58 – (Rossi/Young)
9. In the Army Now (BBC in Concert, Wembley Arena am 7. Juli 1988) – 4:18 – (R. Bolland/F. Bolland)
10. Rockin’ All over the World (BBC in Concert, Wembley Arena am 7. Juli 1988) – 3:38 – (Fogerty)
11. Don’t Waste My Time (BBC in Concert, Wembley Arena am 7. Juli 1988) – 4:16 – (Young/Rossi)
12. Bye Bye Johnny (BBC in Concert, Wembley Arena am 7. Juli 1988) – 7:23 – (Berry)

### CD 6
1. Whatever You Want (Party in the Park, Sutton Park, Birmingham am 30. August 1992) – 5:54 – (Parfitt/Bown)
2. In the Army Now (Party in the Park, Sutton Park, Birmingham am 30. August 1992) – 4:20 – (R. Bolland/F. Bolland)
3. Burning Bridges (Party in the Park, Sutton Park, Birmingham am 30. August 1992) – 3:54 – (Bown/Rossi)
4. Rockin’ All over the World (Party in the Park, Sutton Park, Birmingham am 30. August 1992) – 3:45 – (Fogerty)
5. Caroline (Party in the Park, Sutton Park, Birmingham am 30. August 1992) – 4:03 – (Rossi/Young)
6. Roadhouse Medley (Party in the Park, Sutton Park, Birmingham am 30.  August 1992) – 20:35 – (Manzarek; Densmore; Morrison; Krieger/Maresca/Rossi;Frost/Young, Parfitt/Young; Parfitt; Lancaster; Coghlan, Rossi/Supa/D. Everly; P. Everly)
a) Roadhouse Blues
b) The Wanderer
c) Marguerita Time
d) Living on an Island
e) Break the Rules
f) Something ’Bout You Baby I Like
g) The Price of Love
h) Roadhouse Blues

### CD 7
1. Paper Plane (BBC in Concert, Brighton Centre am 12. Dezember 1996) – 3:22 – (Rossi/Young)
2. The Wanderer (BBC in Concert, Brighton Centre am 12. Dezember 1996) – 3:09 – (Ernie Maresca)
3. Proud Mary (BBC in Concert, Brighton Centre am 12. Dezember 1996) – 3:31 – (Fogerty)
4. Wild Side of Life Medley (BBC in Concert, Brighton Centre am 12. Dezember 1996) – 5:00 – (Carter, Warren/David, Chappel/Bown, Parfitt, Lynton/Young, Rossi)
a) Wild Side of Life
b) Rolling Home
c) Again & Again
d) Slow Train
5. Get Back (BBC in Concert, Brighton Centre am 12. Dezember 1996) – 3:06 – (John Lennon/Paul McCartney)
6. Whatewer You Want (BBC in Concert, Brighton Centre am 12. Dezember 1996) – 4:59 – (Parfitt/Bown)
7. In the Army Now (BBC in Concert, Brighton Centre am 12. Dezember 1996) – 4:09 – (R. Bolland/F. Bolland)
8. Something About You Baby I Like (BBC in Concert, Brighton Centre am 12. Dezember 1996) – 2:15 – (Supa)
9. Don’t Waste My Time (BBC in Concert, Brighton Centre am 12. Dezember 1996) – 3:49 – (Young/Rossi)
10. Rockin’ All over the World (BBC in Concert, Brighton Centre am 12. Dezember 1996) – 3:39 – (Fogerty)
11. Roadhouse Blues (BBC in Concert, Brighton Centre am 12. Dezember 1996) – 9:32 – (Manzarek/Densmore/Morrison/Krieger)
12. Caroline (BBC in Concert, Brighton Centre am 12. Dezember 1996) – 4:09 – (Rossi/Young)
13. All Around My Hat (mit Maddy Prior) (BBC in Concert, Brighton Centre am 12. Dezember 1996) – 4:01 – (Traditional)

### DVD
1. Caroline (Live at the N.E.C. am 14. Mai 1982)
2. Roll Over Lay Down (Live at the N.E.C. am 14. Mai 1982)
3. Backwater (Live at the N.E.C. am 14. Mai 1982)
4. Little Lady (Live at the N.E.C. am 14. Mai 1982)
5. Don’t Drive My Car (Live at the N.E.C. am 14. Mai 1982)
6. Whatever You Want (Live at the N.E.C. am 14. Mai 1982)
7. Hold You Back (Live at the N.E.C. am 14. Mai 1982)
8. Rockin’ All over the World (Live at the N.E.C. am 14. Mai 1982)
9. Dirty Water (Live at the N.E.C. am 14. Mai 1982)
10. Down Down (Live at the N.E.C. am 14. Mai 1982)
11. Don’t Waste My Time (Live at the N.E.C. am 14. Mai 1982)
12. Pictures of Matchstick Men (Top of the Pop 1968–2005)
13. Caroline (Top of the Pop 1968–2005)
14. Down Down (Top of the Pop 1968–2005)
15. Mystery Song (Top of the Pop 1968–2005)
16. What You’re Proposing (Top of the Pop 1968–2005)
17. Rock ’n’ Roll (Top of the Pop 1968–2005)
18. Red Sky (Top of the Pop 1968–2005)
19. In the Army Now (Top of the Pop 1968–2005)
20. Dreamin’ (Top of the Pop 1968–2005)
21. Burning Bridges (Top of the Pop 1968–2005)
22. Let’s Work Together (Top of the Pop 1968–2005)
23. Jam Side Down (Top of the Pop 1968–2005)
24. Rockin’ All over the World (Top of the Pop 1968–2005)
25. The Party Ain’t Over Yet (Top of the Pop 1968–2005)
26. Francis and Rick Interview with Bob Harris (Bonus BBC Appearances 1981–2000)
27. A Mess of Blues (Bonus BBC Appearances 1981–2000)
28. Marguerita Time (Bonus BBC Appearances 1981–2000)
29. Can’t Give You More (Bonus BBC Appearances 1981–2000)
30. Old Time Rock ’n’ Roll (Bonus BBC Appearances 1981–2000)
31. Roadhouse Blues Medley (Bonus BBC Appearances 1981–2000)
32. Rock ’Till You Drop Medley (Bonus BBC Appearances 1981–2000)